# Belogorsk
Belogorsk (russisch Белого́рск) ist mit 61.440 Einwohnern (Stand 1. Oktober 2021) die zweitgrößte Stadt in der Oblast Amur (Russland). Sie liegt am Fluss Tom, etwa 100 Kilometer nordöstlich der an der chinesischen Grenze gelegenen Großstadt und Oblasthauptstadt Blagoweschtschensk. Belogorsk ist Verwaltungssitz des gleichnamigen Rajons, gehört selbst aber nicht dazu, sondern ist als Stadtkreis der Oblast direkt unterstellt.

## Geschichte
Belogorsk wurde 1860 unter dem Namen Alexandrowskoje (Алекса́ндровское) gegründet. Der Bau der Transsibirischen Eisenbahn 1913 führte zur Gründung einer Bahnstation, was dem Ort zu einem Aufschwung verhalf. 1926 wurde die Siedlung zur Stadt erhoben und erhielt den Namen Alexandrowsk-na-Tomi (Алекса́ндровск-на-Томи́). 1931 erfolgte die Umbenennung in Krasnopartisansk (Краснопартиза́нск) und 1936 in Kuibyschewka-Wostotschnaja (Ку́йбышевка-Восто́чная), bis die Stadt im Jahr 1957 schließlich ihren heutigen Namen erhielt.

### Bevölkerungsentwicklung
| Jahr | Einwohner |
| ---- | --------- |
| 1939 | 33.697    |
| 1959 | 48.831    |
| 1970 | 56.877    |
| 1979 | 63.358    |
| 1989 | 73.435    |
| 2002 | 67.422    |
| 2010 | 68.249    |
| 2021 | 61.440    |

Anmerkung: Volkszählungsdaten
Bei der Volkszählung 1989 waren 89,7 % der Einwohner Russen, 6,1 % Ukrainer, 1,2 % Weißrussen und 0,6 % Tataren.

## Wirtschaft
Von großer Bedeutung für die Stadt ist die Nahrungsmittelindustrie, außerdem die Möbel-, Beton- und Asphaltproduktion.

## Kultur und Bildung
In Belogorsk gibt es ein Kino, drei Kulturzentren und fünf Bibliotheken. Darüber hinaus besitzt die Stadt unter anderem eine Wirtschaftshochschule, ein Kunstgymnasium und drei Musikschulen für Kinder.

## Söhne und Töchter der Stadt
- Swetlana Kljuka (* 1978), Mittelstreckenläuferin
- Swetlana Tscherkassowa (* 1978), Mittelstreckenläuferin
- Sergei Tschuchrai (* 1955), Kanute, dreifacher Olympiasieger und dreifacher Weltmeister